# Soho Square

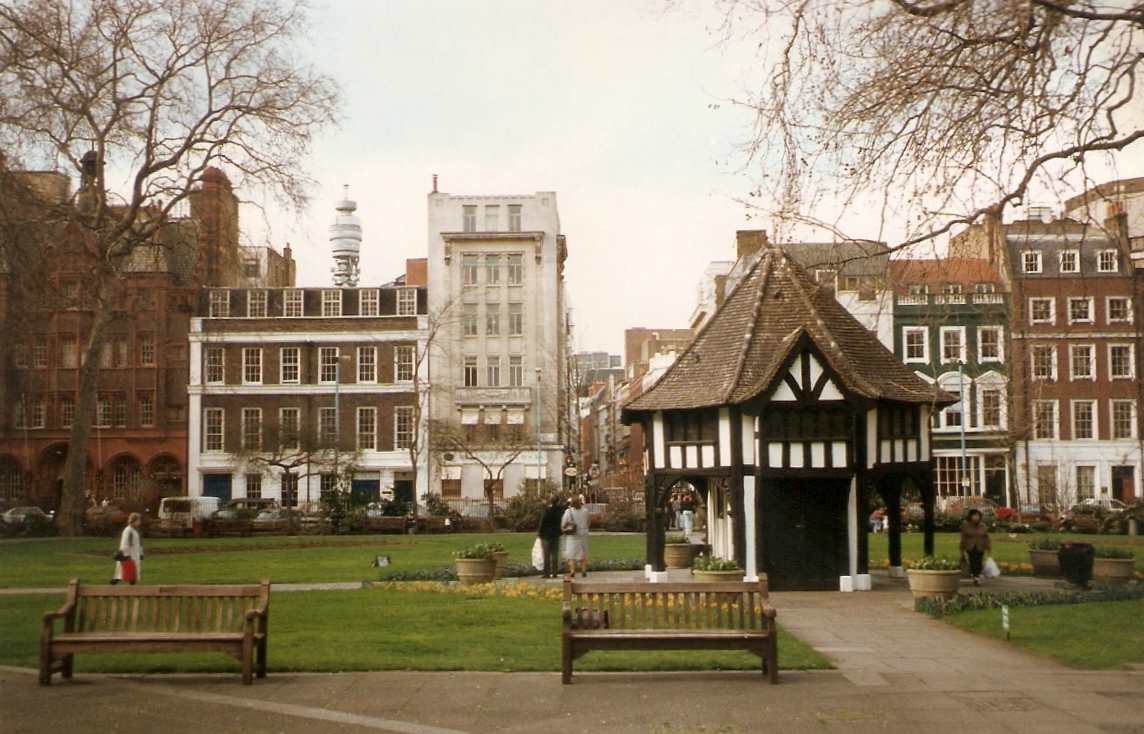
Vista de la Soho Square en 1992.

Soho Square es una plaza ajardinada situada en el Soho, Londres, que fue propiedad al menos hasta 1966 de la familia Portland, pero que ha sido desde 1954 de facto un parque público alquilado por el Soho Square Garden Committee al Ayuntamiento de Westminster. Se llamaba originalmente King Square en honor a Carlos II. Su estatua ha estado allí desde la fundación de la plaza en 1681 (un año después de la restauración de la monarquía) excepto entre los años 1875 y 1938; actualmente está muy erosionada y en mal estado. En la época de la elaboración del mapa de John Rocque de Londres (1746), el nuevo nombre de la plaza había ganado influencia. Durante el verano, Soho Square alberga conciertos al aire libre.
En su centro hay un edificio falso protegido que simula un market cross construido en 1926 para esconder los elementos sobre el nivel del suelo de una subestación eléctrica de la misma época; es pequeño y tiene forma octogonal, con un entramado de madera neo-tudor. Durante la ausencia de la estatua, retirada por la empresa de la zona Crosse & Blackwell, estaba expuesta en privado en Grim's Dyke, una country house donde era custodiada por el pintor Frederick Goodall y luego por el dramaturgo, libretista, poeta e ilustrador W. S. Gilbert, conocido por formar parte de Gilbert y Sullivan.
Los residentes iniciales eran terratenientes y comerciantes de relativa importancia. Algunos de los usos de la plaza siguen siendo residenciales en la actualidad. Desde la década de 1820 hasta al menos la de 1860 once artistas importantes están registrados como residentes, aparte de los residentes permanentes, algunos de los cuales eran artistas más expertos, quienes pagaban las tasas; a finales de ese siglo varias organizaciones benéficas, musicales, artísticas y otros negocios creativos habían ocupado locales alrededor de la plaza. Actualmente perdura un legado de diseño creativo y filantropía merced a empresas e instituciones como el British Board of Film Classification, 20th Century Fox, Dolby Europe Ltd, Tiger Aspect Productions, la Iglesia Católica de San Patricio, que promueve muchos proyectos sociales para los sin techo y adictos de la zona, la Iglesia Protestante Francesa de Londres y la House of St Barnabas, un club que desde 2013 recauda fondos y acoge eventos y exposiciones para buenas causas relacionadas con los sin techo.

## Referencias culturales

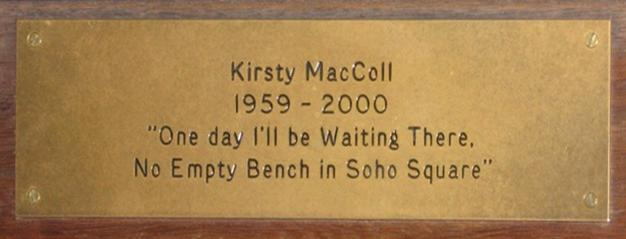
Placa en el banco memorial de Kirsty MacColl en Soho Square.

## Historia

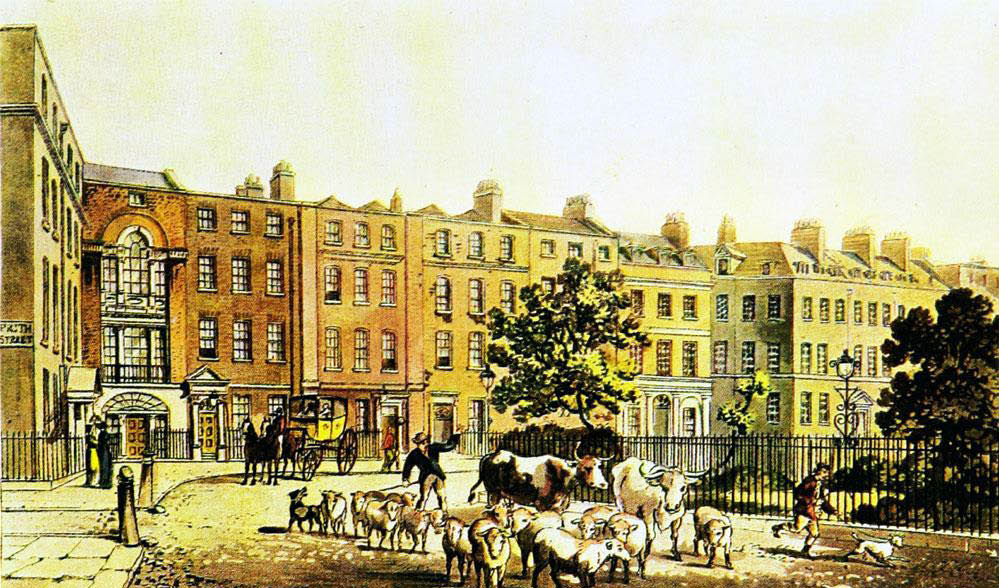
Soho Square en 1816. En esa época se llevaban a menudo a Londres animales de granja.

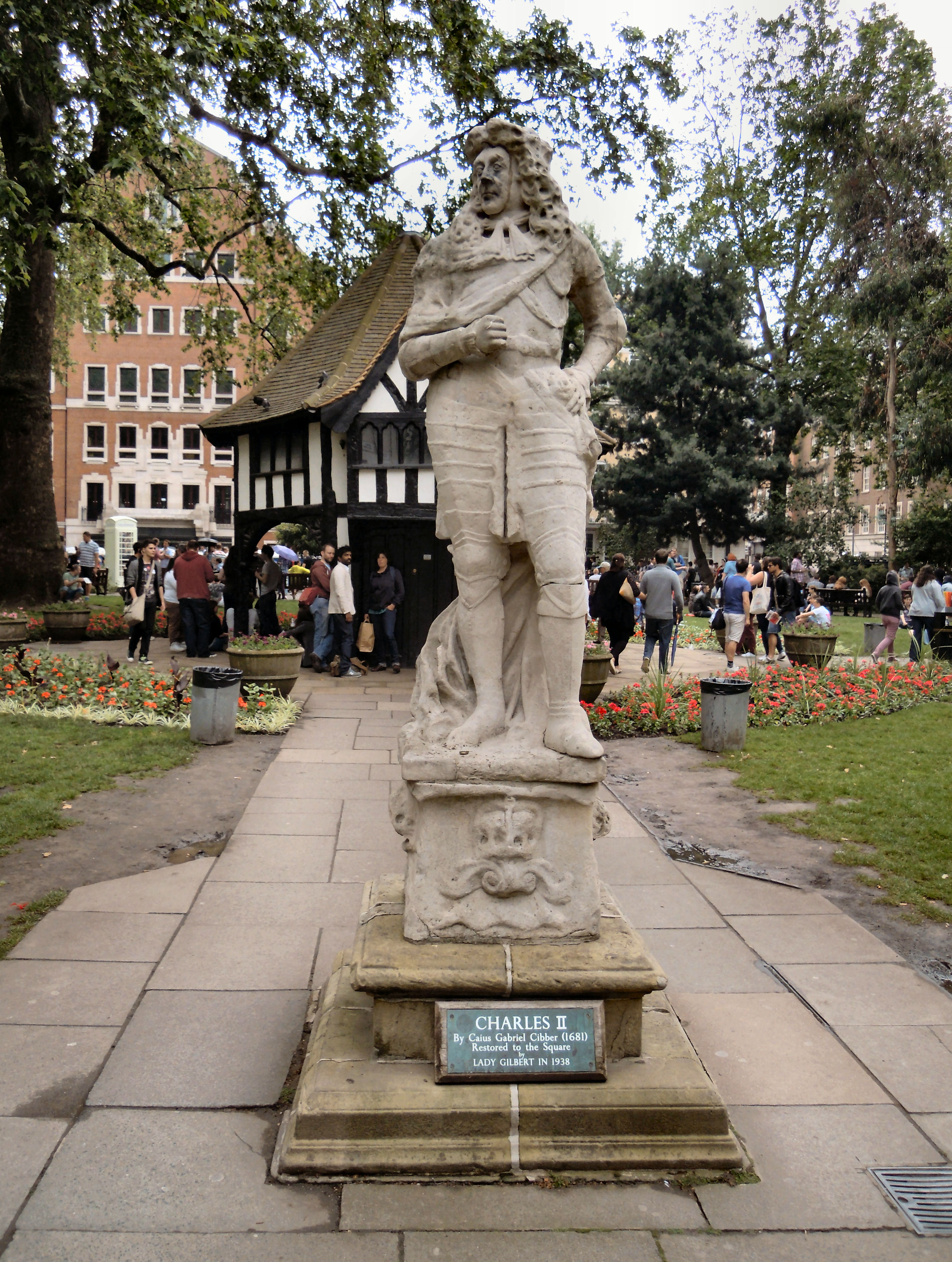
La estatua de Carlos II de Caius Gabriel Cibber.

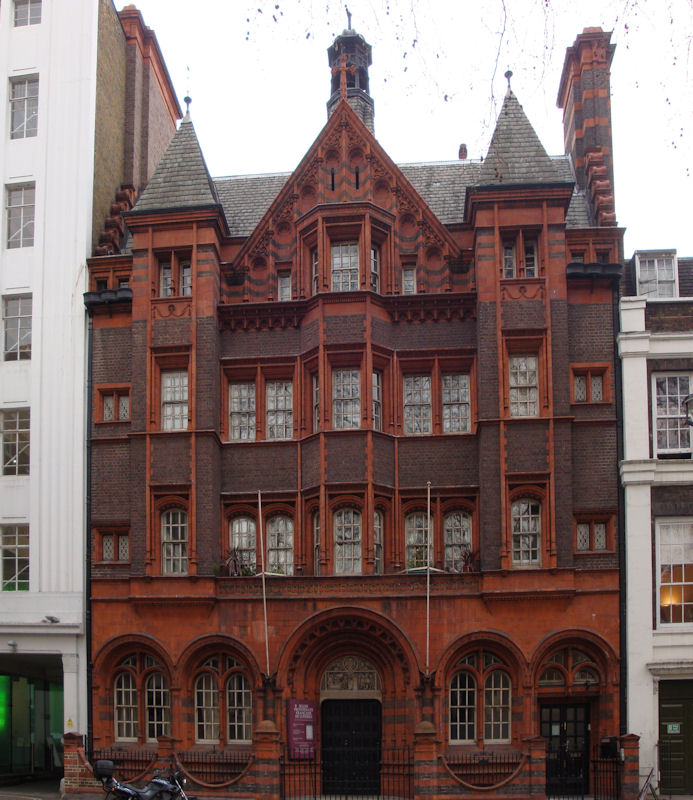
La Iglesia Protestante Francesa de Londres.

Construida a finales de la década de 1670, Soho Square fue en sus primeros años uno de lo lugares más elegantes para vivir en Londres. Originalmente se llamaba King's Square, en honor al rey Carlos II. La estatua de Carlos II fue tallada por el escultor danés Caius Gabriel Cibber durante el reinado de Carlos en 1681 y se convirtió en la pieza central de la plaza; sin embargo, desde que volvió a la plaza no ha estado en el centro. El alquiler de desarrollo para urbanizar los campos inmediatamente circundantes, por un plazo de 531⁄4 años, fue concedido en 1677 a Richard Frith, ciudadano (elector de la Corporation of London) y constructor. Los libros de impuestos continuaron llamando a la plaza King Square hasta la primera década del siglo XIX, sin embargo el mapa de John Rocque de Londres en 1746 y el de Richard Horwood en 1792–9 la denominan Soho Square.
A principios del siglo XIX, la estatua, la fuente y las figuras de sirvientes estaban «en el estado de mutilación más miserable», y las inscripciones en la base del pedestal «ilegibles». En 1875, fue retirada durante obras en la plaza por Thomas Blackwell, de la empresa de condimentos Crosse & Blackwell (que tenía instalaciones en el 20-21 Soho Square desde finales de la década de 1830 hasta principios de la década de 1920), quien se la entregó para que la custodiara a su amigo, el artista Frederick Goodall, con la intención de que pudiera ser restaurada. Goodall colocó la estatua en una isla en un lago de su country house Grim's Dyke, donde permaneció cuando el dramaturgo W. S. Gilbert compró la propiedad en 1890, y también siguió allí tras el fallecimiento de Gilbert en 1911. En su testamento, Lady Gilbert ordenó que la estatua se devolviera a su ubicación original, y se trasladó a Soho Square en 1938.
William Thomas Beckford nació el 29 de septiembre de 1760 en la casa de Londres de su familia en el 22 de Soho Square.
En la década de 1770, el naturalista Joseph Banks, que había navegado por todo el planeta junto con James Cook, se trasladó al 32 de Soho Square, situado en la esquina suroeste de la plaza. En 1778, Banks fue elegido presidente de la Royal Society y su casa se convirtió en una especie de salón científico que acogía a científicos de todo el mundo. Su biblioteca y herbario, que contenía muchas plantas reunidas durante sus viajes, estaban abiertos al público general.
Entre 1778 y 1801 se encontraba en la plaza el infame burdel White House en la Manor House, en el número 21 de Soho Square. En 1852 el Hospital for Women, fundado nueve años antes en Red Lion Square, se trasladó al 30 de Soho Square para acomodar veinte camas más. Doce años más tarde compró el 2 Frith Street; y el antiguo edificio fue remodelado en 1908. Se trasladó y se fusionó en 1989 con el Elizabeth Garrett Anderson and Obstetric Hospital, situado en Euston Road. El historiador F. H. W. Sheppard enumera en la Survey of London el nombre de once artistas, cuyas direcciones están dadas como Soho Square en catálogos de exposiciones, pero cuyos nombres no aparecen en los libros parroquiales.
La habitual reconstrucción y renovación de casas en zonas comerciales o de alta demanda, que había empezado en la década de 1730, cuando muchas de las casas construidas en las décadas de 1670 y 1680 se estaban deteriorando y pasando de moda, continuó durante el siguiente siglo y medio. Tras la década de 1880 la tasa de cambio fue considerablemente más rápida. Entre 1880 y 1914, once de las treinta y ocho casas antiguas de la plaza fueron reconstruidas o alteradas considerablemente. La mayoría de los nuevos edificios proporcionaban solo espacio de oficinas y los elementos residenciales, comerciales e industriales de la plaza perdieron importancia. No obstante, se demolieron tres de las once casas para permitir la construcción de edificios religiosos.
Dos de las casas originales, las de los números 10 y 15, todavía siguen en pie. En los números 8 y 9 está la Iglesia Protestante Francesa de Londres, construida entre 1891 y 1893. Fauconberg House estaba en el lado norte de la plaza hasta su demolición en 1924.
Durante la Segunda Guerra Mundial se construyó un refugio antiaéreo con capacidad para doscientas personas bajo el parque, uno de las docenas de refugios que se construyeron en el centro de Londres. En 2015 el Westminster Council anunció sus planes de ponerlo a la venta. En abril de 1951 el Soho Square Garden Committee alquiló el jardín al Westminster City Council por un plazo de veintiún años; el jardín fue restaurado a continuación y no abrió al público hasta abril de 1954. En 1959 el comité proporcionó nuevas barandillas de hierro y puertas con la colaboración del Westminster City Council.

## Residentes
En 1862 la organización benéfica House of St Barnabas se trasladó a la vuelta de la esquina de Rose Street a su sede actual en el 1 de Greek Street.
Wilfrid Voynich tenía su librería anticuaria en el número 1 de la Soho Square desde 1902. El editor Rupert Hart-Davis estaba en el número 36 desde en torno a 1947.
El número 22 albergaba el British Movietone y Kay (West End) Film Laboratories, que fueron reconstruidos con su forma actual entre 1913 y 1914.
Durante casi cuarenta años, a partir de 1955, Soho Square albergó la sede oficial del animador Richard Williams.

## En la actualidad

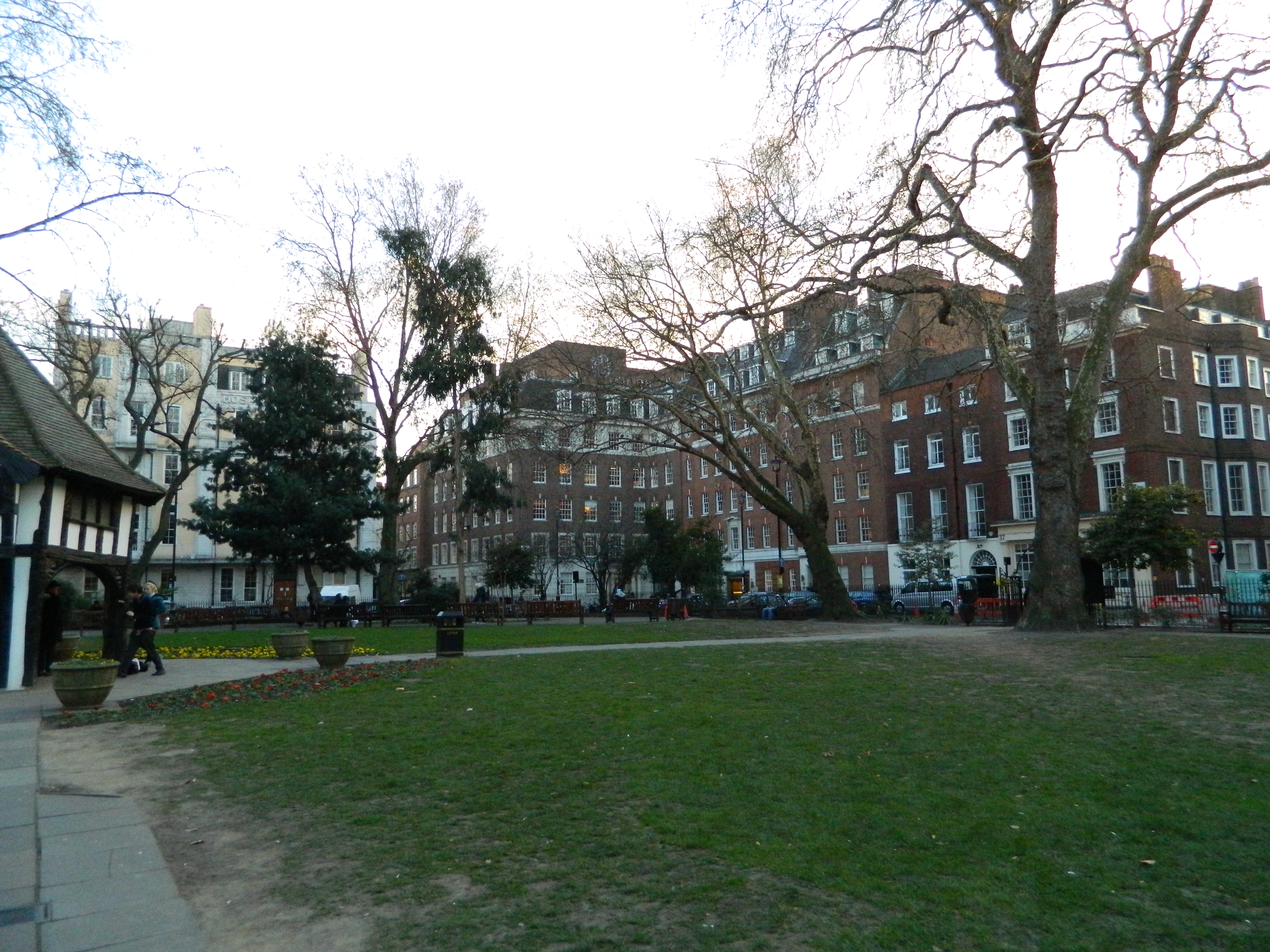
El jardín de Soho Square en 2011.

Soho Square alberga varias organizaciones relacionadas con los medios de comunicación, incluidos el British Board of Film Classification, 20th Century Fox, Bare Escentuals, Deluxe Entertainment Services Group, Dolby Europe Ltd, Fin London, MPL Communications —propiedad de Paul McCartney—, Tiger Aspect Productions, Wasserman Media Group y See Tickets. Antiguamente también se encontraba aquí Sony Music; su discográfica filial Sony Soho Square fue renombrada S2 Records.
La Asociación Inglesa de Fútbol tuvo su sede en el número 25 desde octubre de 2000 hasta 2009.
La plaza alberga la Iglesia de San Patricio, una gran parroquia católica situada parcialmente en la parcela de Carlisle House con extensas catacumbas que se extienden por debajo de la plaza y fuera de ella.
Seis calles salen de la plaza, que son, en el sentido de las agujas del reloj desde el norte, Soho Street, Sutton Row, Greek Street, Batemans Buildings, Frith Street y Carlisle Street.
En el centro de la plaza hay una cabaña rústica de color blanco y negro con estructura de madera y una cubierta muy inclinada, con la última planta en voladizo, sostenida por columnas de madera. Sus detalles usan el estilo neo-tudor, y fue construida para parecer un market cross octogonal. Se construyó en 1926 incorporando vigas de los siglos XVII y XVIII para esconder los elementos presentes sobre el nivel del suelo de una subestación eléctrica de la misma época.